# Diplotaxis carinifrons
Diplotaxis carinifrons är en skalbaggsart som beskrevs av Bates 1889. Diplotaxis carinifrons ingår i släktet Diplotaxis och familjen Melolonthidae. Inga underarter finns listade i Catalogue of Life.